# Букашник Хельдрейха
Бука́шник Хельдре́йха (лат. Jasione heldreichii) — вид двудольных цветковых растений, включённый в род Букашник (Jasione) семейства Колокольчиковые (Campanulaceae).

## Ботаническое описание
Букашник Хельдрейха — небольшое двулетнее или многолетнее травянистое растение, не превышающее 30 см в высоту, нередко опушённое. Стебли прямостоячие или приподнимающиеся, маловетвистые. Листья собраны в прикорневую розетку, до 3 см длиной, ланцетовидной или продолговатой формы.
Цветки собраны в большом количестве в густое головчатое соцветие на конце стебля. Прицветники глубоко зазубренные, зелёные или сиреневатые. Венчик голубого цвета.
Плод — коробочка с многочисленными мелкими семенами.

## Ареал
Букашник Хельдрейха в естественных условиях распространён на Балканском полуострове, а также в Болгарии, Сербии и Румынии.

## Таксономия
|  |                                      |  |                                                         |                                                         |                           |  | ещё 10 семейств (согласно Системе APG III) | ещё 10 семейств (согласно Системе APG III) |                         |  |  |  | ещё около 15 видов |
|  |                                      |  |                                                         |                                                         |                           |  | ещё 10 семейств (согласно Системе APG III) | ещё 10 семейств (согласно Системе APG III) |                         |  |  |  | ещё около 15 видов |
|  |                                      |  |                                                         | порядок Астроцветные                                    |                           |  |                                            |                                            | род Букашник            |  |  |  |                    |
|  |                                      |  |                                                         | порядок Астроцветные                                    |                           |  |                                            |                                            | род Букашник            |  |  |  |                    |
|  | отдел Цветковые, или Покрытосеменные |  |                                                         |                                                         | семейство Колокольчиковые |  |                                            |                                            | вид Букашник Хельдрейха |  |  |  |                    |
|  | отдел Цветковые, или Покрытосеменные |  |                                                         |                                                         | семейство Колокольчиковые |  |                                            |                                            |                         |  |  |  |                    |
|  |                                      |  | ещё 58 порядков цветковых растений (по Системе APG III) | ещё 58 порядков цветковых растений (по Системе APG III) |                           |  |                                            | ещё более 90 родов                         | ещё более 90 родов      |  |  |  |                    |
|  |                                      |  |                                                         | ещё 58 порядков цветковых растений (по Системе APG III) |                           |  |                                            |                                            | ещё более 90 родов      |  |  |  |                    |

### Синонимы
- Jasione dentata (A.DC.) Halácsy, 1902
- Jasione dentata f. canescens Gajic, 1973
- Jasione dentata f. dubravkiana Gajic, 1973
- Jasione dentata f. integrifolia Gajic, 1973
- Jasione glabra Velen., 1884, nom. illeg.
- Jasione jankae Neilr., 1870
- Jasione montana var. dentata A.DC., 1839
- Jasione montana f. heldreichii (Boiss. & Orph.) Schmeja, 1931
- Jasione montana f. jankae (Neilr.) Schmeja, 1931
- Jasione montana var. heldreichii (Boiss. & Orph.) Nyman, 1879